# Buick Le Sabre Concept
Pour les articles homonymes, voir Buick LeSabre et Sabre (homonymie).
La Buick Le Sabre Concept est un concept car coupé cabriolet du constructeur automobile américain Buick (de General Motors), présentée au General Motors Motorama de 1951.

## Historique

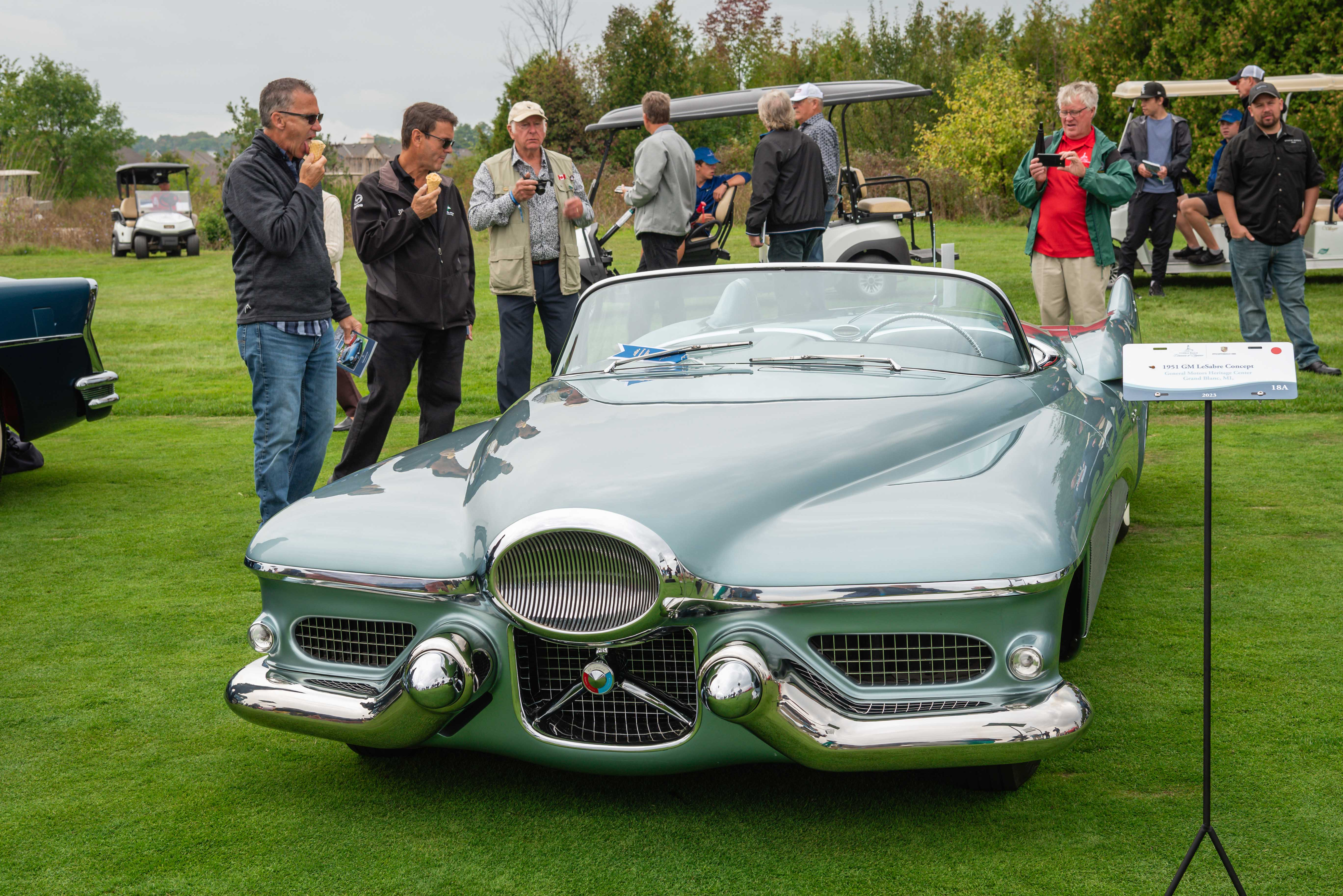

Ce concept car XP-8 est conçu (en même temps que sa variante Buick XP-300 (en) XP-9) par le chef-designer General Motors Harley J. Earl (suite son premier concept car Buick Y-Job de 1937) avec une carrosserie en aluminium, magnésium et fibre de verre, et un design futuriste de style « paquebot », avec pare-brise panoramique, inspiré de l'ère du jet, de l'ère spatiale et des voitures à turbine en vogue des années 1950,. 
Elle est équipée de nombreux équipements électriques innovants pour l'époque, tels que boite de vitesse automatique, tableau de bord chromé aéronautique, sièges chauffants, portes, vitres et toit électriques, phares escamotables, air climatisé, 4 crics intégrés hydrauliques,, ...

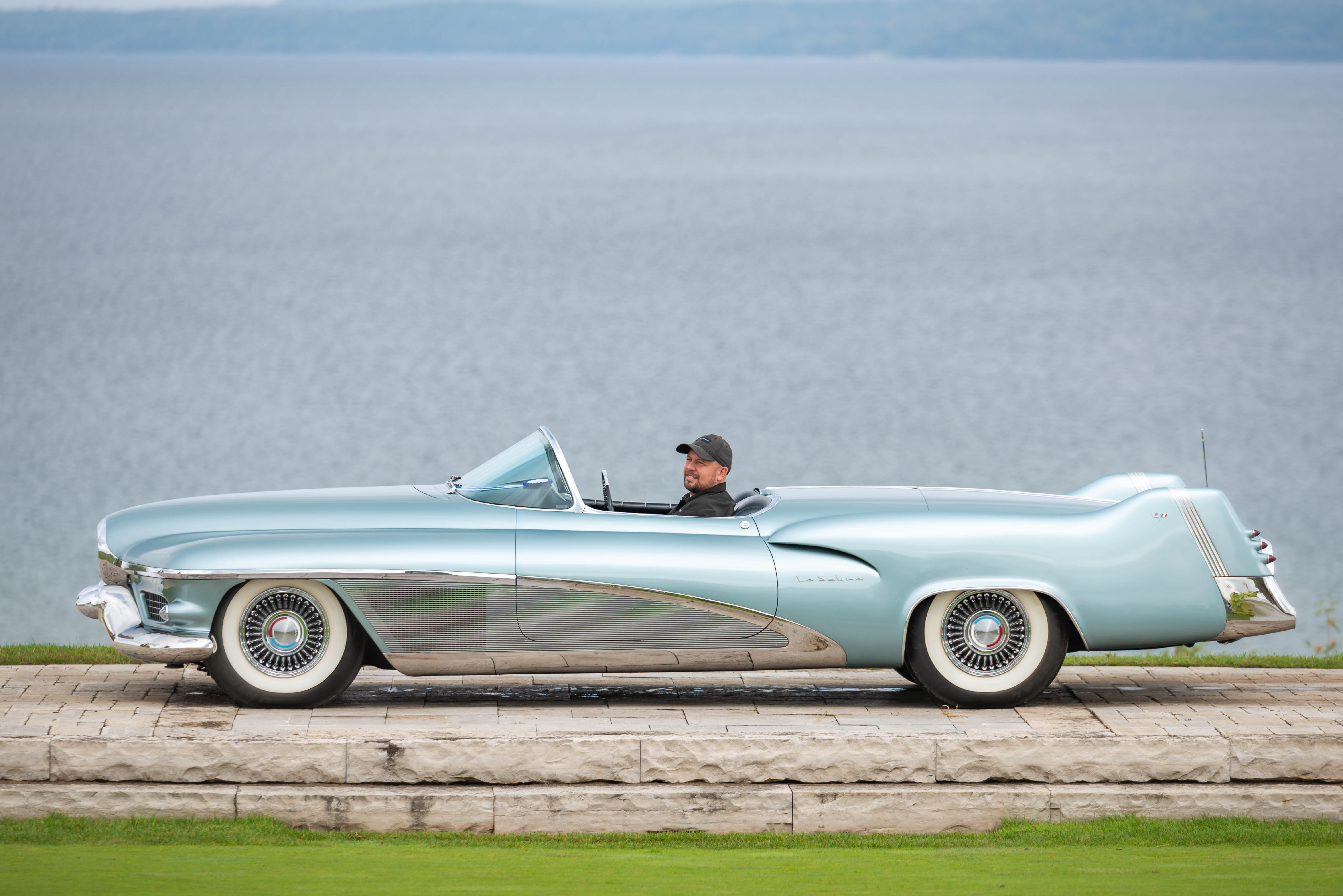
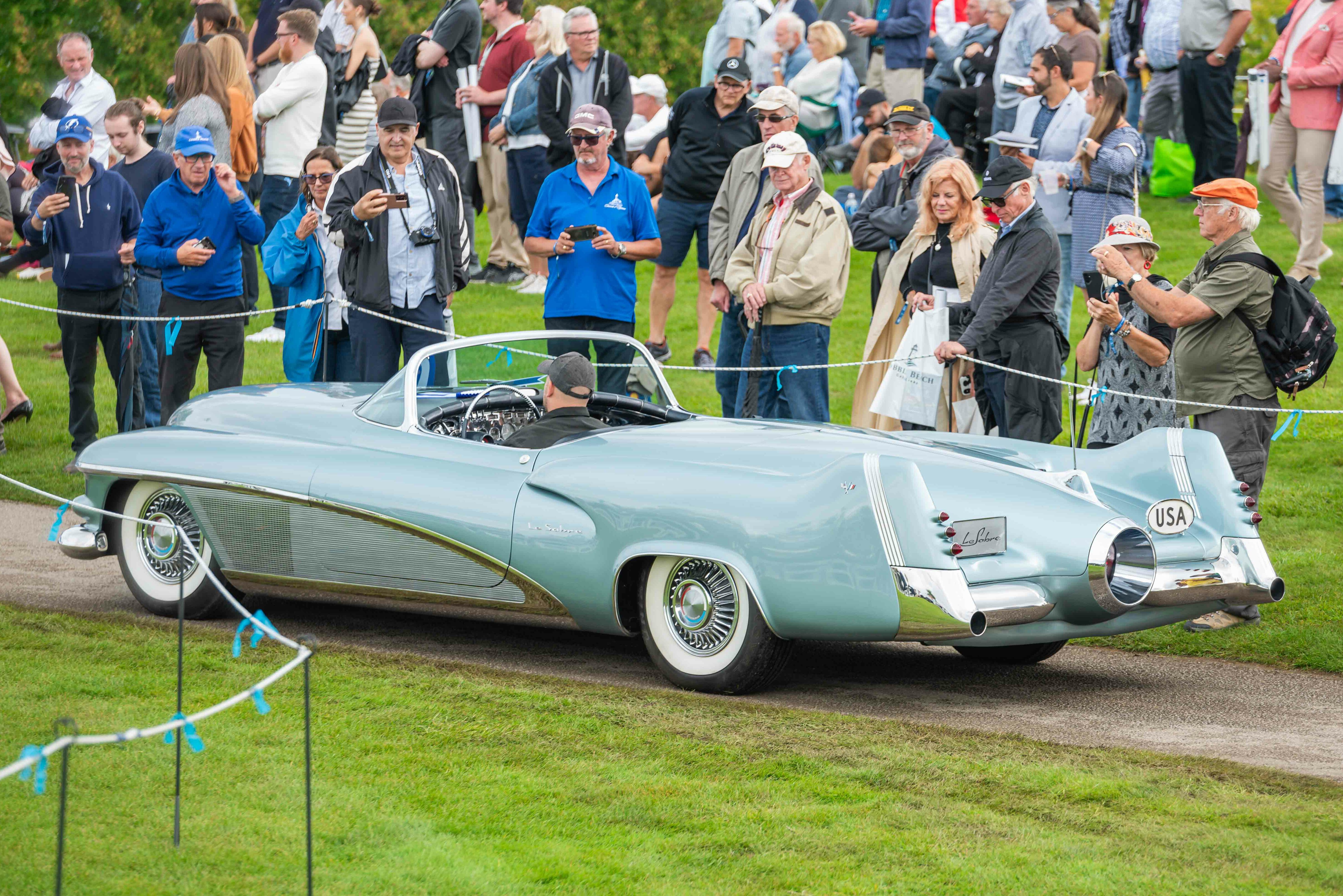

Elle est propulsée par un moteur V8 compressé et suralimenté de 3,5 L de 335 ch, à double carburateur (un alimenté en essence, et l'autre au méthanol pour de la puissance supplémentaire).
Son nom est inspiré des premiers avions à réaction américains North American F-86 Sabre de 1947,, repris pour les Buick LeSabre de 1959.
Ses lignes stylistiques novatrices inspirent de nombreuses voitures américaines de série des années 1950, avec entre autres les Cadillac Eldorado de 1952, Buick Skylark (1953), Cadillac Orleans (1953), Ford Thunderbird (1955)...

## Musée
Cette voiture « rétrofuturiste » fait à ce jour partie de la collection du GM Heritage Center de Détroit (Michigan), et est exposée dans de nombreux concours d'élégance.